# Eggenburger Zeitreise

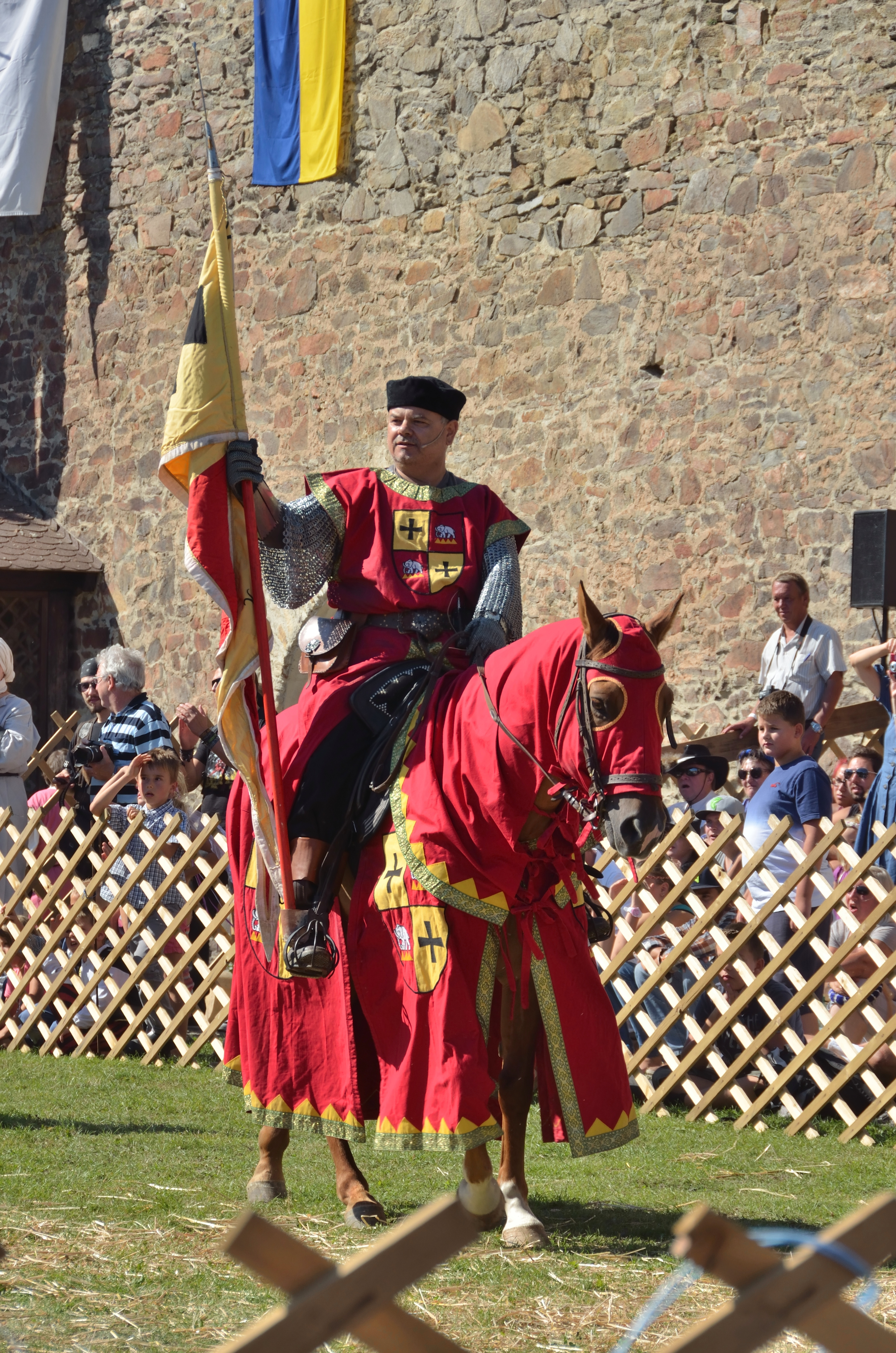
Ritterturnier auf der Kanzlerwiese (2013)

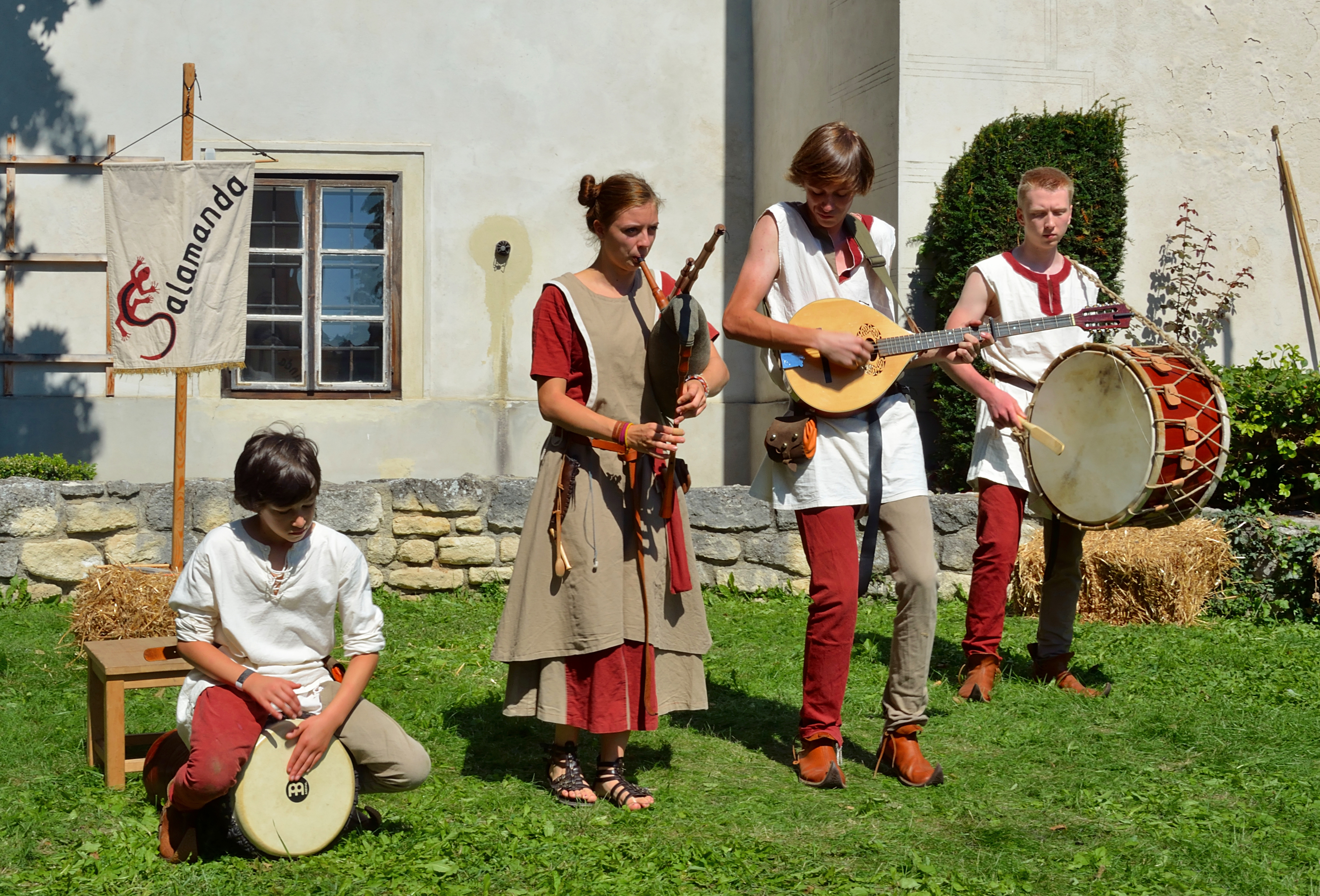
Die Gruppe Musica Salamanda (2013)

Die Zeitreise ins Mittelalter Eggenburg ist eine Großveranstaltung des Vereines zur Erforschung des Mittelalters in Eggenburg. Sie ist das größte und bedeutendste Mittelalterfest in Österreich und findet großteils innerhalb der historischen Stadtmauern Eggenburgs statt. Veranstaltungstermin ist stets das zweite Wochenende im September.

## Allgemeines
Die erste Zeitreise ins Mittelalter fand im Jahr 1995 statt. Die Initiatoren äußerten sich in Interviews zu ihrer Motivation dahingehend, dass sie von entsprechenden Veranstaltungen im Ausland begeistert waren und dieses Konzept nach Österreich holen wollten. In Österreich sind nur wenige Genreveranstaltungen mit längerer Tradition bekannt. Nach aktuellem Wissensstand verfügen nur die Burgfeste in Kaprun (fanden bis inklusive 2010 23 Mal statt) und das Mittelalterfest Güssing (20 Veranstaltungen bis inklusive 2009) über eine ältere Tradition.
Die Veranstaltung in Eggenburg ist innerhalb der Mittelalterszene aufgrund ihrer Dimensionen als das größte Mittelalterfest bekannt, seit 2009 kommen jedes Jahr über 30.000 Menschen. Im Jahr 2010 boten bei dem Event 170 Marktbeschicker ihre Waren feil.
Die Eintrittspreise sind im Marktvergleich moderat gestaltet – für eine Erwachsenenkarte wurden 2010 5 Euro verlangt, wohingegen ein Eintritt bei der thematisch vergleichbaren österreichischen Großveranstaltung Ehrenberg – Die Zeitreise im selben Jahr 19 Euro kostete. 2016 betrug der Eintrittspreis 7 Euro, 2024 10 Euro für eine Tageskarte.
Für die Stadtgemeinde Eggenburg, die etwa 3.500 Einwohner hat, ist das überregional wahrgenommene Fest ein wichtiger Wirtschaftsmotor. Die Bedeutung erschließt sich auch aus der Tatsache, dass zur Anreise Sonderzüge der ÖBB angeboten werden.

## Programm und Auftrittsorte
Das künstlerische Programm richtet sich jedes Jahr nach einem neuen Thema, das sich als roter Faden durch die Aufführungen zieht. So wurde 2011 die 700. Wiederkehr der Mündigkeitserklärung von Albrecht II. (HRR), die in Eggenburg vollzogen wurde und der Stadt Privilegien und eine rund 100 Jahre dauernde Blütezeit einbrachte, in den Mittelpunkt gestellt. 2015 beschäftigte man sich mit der Mittelalterrezeption im 20. und 21. Jahrhundert, 2016 drehte sich alles um Mythen, Sagen und Legenden, 2017 lautet das Thema „500 Jahre Reformation“.
Während der Zeitreise ins Mittelalter wird die gesamte Altstadt zur Bühne. Auf über zehn Auftrittsplätzen zeigen Akteure im Halbstundentakt Vorführungen, die Musik, Gaukelei, Tanz, Schauspiel, Schaukampf, aber auch wissenschaftliche Vorträge beinhalten. Besondere Höhepunkte werden auf der Kanzlerwiese gezeigt, einem durch einen eigenen Zugang getrennten Areal im Stadtgebiet. Vorführungen dort sind meist aufwändige Reiterturniere oder Burgerstürmungen durch Stuntteams.
Die Auftrittsplätze sind:
- Fraghäusl (Marktplatz)
- Grätzl (Marktplatz)
- Pestsäule (Marktplatz)
- Kirchenplatz
- Stadtgraben
- Rathaus
- Martinskapelle
- Bürgerspitalgasse
- Klemenshaus
- Kanzlerwiese

Seit 1995 sind zahlreiche nationale, aber auch internationale Acts auf der Zeitreise ins Mittelalter aufgetreten, die auch außerhalb der Mittelalterszene bekannt sind. So waren neben den österreichischen Musikgruppen Die Tuivelsminne oder Dulamans Vröudenton unter anderen die Schaukampfgruppe Dreynschlag, die Wissenschaftler Eberhard Kummer, Helmut Birkhan und Roland Girtler sowie die tschechische Musikgruppe Krless oder die Society for Creative Anachronism zu Gast.

## Eggenburger Bruchenball-Turnier
Bereits im Jahre 2010 wurde erstmals das „Eggenburger Bruchenball-Turnier“ abgehalten. Dabei handelt es sich um einen Mannschaftssport der mittelalterlichen Weiheübungen von Knappen nachempfunden ist. Obwohl diese „Sportart“ keinesfalls historisch belegt ist, wird um die Trophäe „Der Eggenburger Bruchenball-Pokal“ hart gekämpft. Die weiblich und männlich gemischten Mannschaften versuchen hierbei einen großen Ball in das entsprechende Tor zu manövrieren. Dies passiert unter Aufsicht zweier Ringrichter, der launigen Moderation eines Vogtes und zum Gaudium des Publikums. Dabei laufen die Kontrollorgane jedoch auch permanent Gefahr, selbst zum Spielball der Knappen zu werden. Dieser auf der Kanzlerwiese ausgetragene Wettbewerb erfreut sich großer Beliebtheit seitens der Besucher, zumal die Kämpfer dabei nur mit dem mittelalterlichen Untergewand, der Bruoch, bekleidet sind.

## Printmagazin
Im Jahr 2010 gab der Veranstalterverein einmalig das Printmagazin „Eggenburger Scriptum“ in einer Auflage von 5.000 Stück heraus. Es ist dies das erste bekannt gewordene professionelle Printmagazin der österreichischen Mittelalterszene. Vergleichbare Genremagazine sind Karfunkel, Pax et gaudium und Miroque, das Magazin. Das Magazin folgte dem Jahresthema der Veranstaltung und bot auf populärwissenschaftlicher Basis Hintergrundinformationen zu Veranstaltungsort sowie geschichtlich relevante Informationen.